# 서아프리카 에볼라 유행
서아프리카 에볼라 유행은 2013년 12월부터 서아프리카에 위치한 기니에 시작된, 에볼라 바이러스로 발생하는 에볼라 출혈열 유행병이지만 2014년 3월까지 감지되지 않았다. 이 유행은 1976년 에볼라의 첫 발견 이후 역사상 가장 큰 규모의 에볼라 유행이다. 2014년 10월 1일 WHO 발표 기준, 23,406명이 감염되었으며 9,467명이 사망했다. 이 중 실험실에서 확인된 경우는 4,108명 감염, 2,078명 사망을 확인했다. 이 에볼라 바이러스 유행병은 자이르 에볼라의 변종인것으로 확인되었다. 유럽 위원회 및 서아프리카 경제 공동체를 포함한 다양한 조직들이 이 유행병에 대응하기 위한 기금을 마련하기 시작했다. 또한, 국경 없는 의사회, 사마리아인의 지갑, 적십자 등의 비영리 자원 봉사 단체에서도 전문적인 의료 지원을 하고 있다.
기니, 라이베리아, 시에라리온 3국은 인구 이동이 활발한 반면 보건의료 체계는 부실하고, 기존의 에볼라 바이러스가 중부 아프리카에 집중적으로 발생해 왔기 때문에 3국의 보건의료 종사자들은 에볼라 바이러스에 대한 경험이 없어 에볼라 바이러스의 유행에 매우 취약하다.

## 전개

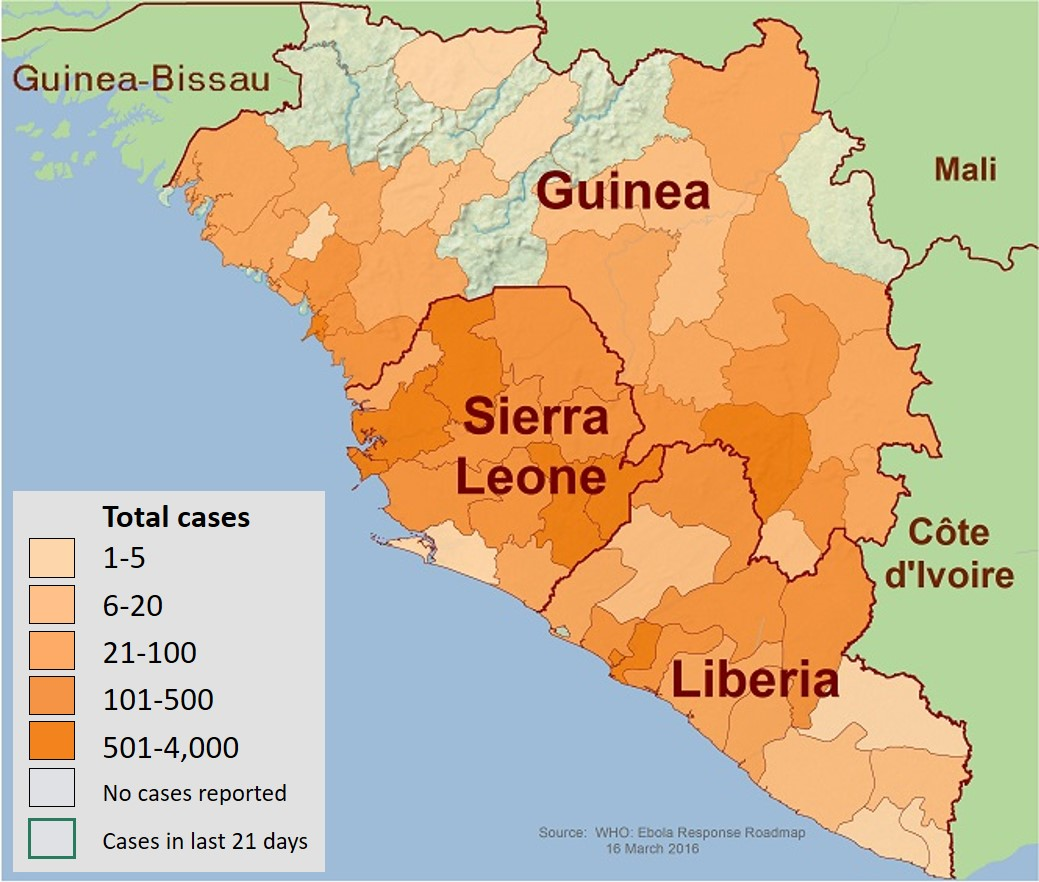
서아프리카의 에볼라 확산 지도.

### 기니 초기 발발
2014년 2월, 기니 지역에서 에볼라 바이러스에 감염된 사람이 처음 확인되었다. 2014년 4월 2일 기준으로, 에볼라 출혈열 감염 의심자수 및 확인자수는 총 151명으로, 그 중 사망자가 97명으로 치명률이 64.2%이다. 처음으로 에볼라 출혈열이 의심되는 보고가 들어온 곳은 코나크리(4건), 구에케두구(4건), 마센타(1건), 다볼라(1건)이다. 2014년 3월 25일 기준, 기니 보건부는 남동부의 구에케두구, 마센타, 은제레코레, 키시두구등 4개 지역에서 에볼라 출혈열 감염이 보고되었다고 밝혔다. 2014년 3월 26일, 기니에 퍼지는 에볼라 바이러스가 프랑스 리옹의 파스퇴르 연구소에서 "자이르 에볼라 바이러스"의 변형된 종임을 확인했다. 2014년 3월 28일에는 병원에 입원한 환자 1명이 에볼라 바이러스로 의심된다는 보고가 들어왔다. 3월 31일, 미국 질병통제예방센터는 "MOH 기니 지부와 WHO가 주도하는 에볼라 발발 국제 대응팀" 5명을 보냈다. 4월 4일, 기니에서 국경 없는 의사회가 운영하는 에볼라 바이러스 치료 센터가 주민들의 공격으로 인해 폐쇄되었다.

### 기니 수도 코나크리 확산
2백만명이 거주하고 있는 기니의 수도인 코나크리에서 전염이 확산되었고, NGO 기니 국가 계획 회장 임브히마 두레는 이 사건을 주요 관심사라고 말했다. "코나크리 대부분의 지역에서 열약한 생활 조건과 물과 위생 시설 부족은 이러한 전염병 위기가 고조되는 상황에서 심각한 위협을 초래할 것이다. 사람들이 모두 마실 물을 충분히 가지고 있지 않기 때문에 손을 씻을 생각을 전혀 하지 않는다"라고 말했다.
2014년 4월 4일, WHO 대변인은 "코나크리에서 16명이 감염된 것으로 확인되었으며, 5명이 사망했음을 확인했다"고 전했다.

### 시에라리온과 라이베리아 확산

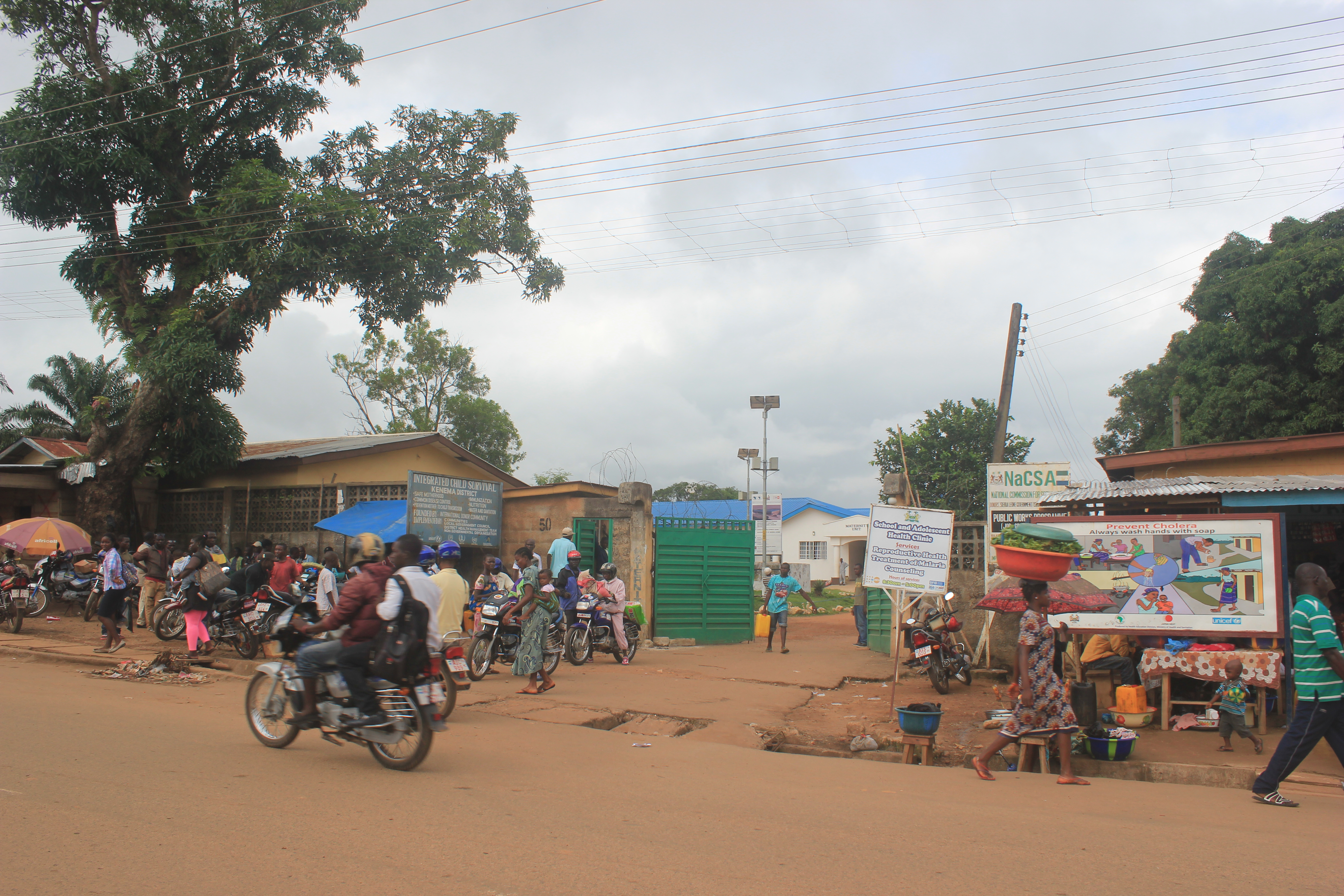
시에라리온 케나마 지역의 에볼라 병원.

시에라리온에서도 감염되고 사망한 환자 2명이 에볼라 바이러스인 것으로 확인되었다. 라이베리아와 시에라리온에서 확인 또는 의심된 감염자들은 모두 질병 발발 이전에 기니를 다녀온 것으로 확인되었다. 이 의심자들에 대한 조사는 계속 진행되고 있다. 라이베리아 보건부는 매일 라이베리아에서 에볼라 출혈열 의심자들 및 확인자들에 대한 정보를 계속 올리고 있다. 3월 29일 기준 바이러스 양성 반응이 나타난 환자 2명이 있고 2명이 사망한 것으로 확인되었다.
4월 4일, 말리에서도 감염 의심자가 보고되었다. 그러나, 말리의 감염자는 에볼라 바이러스가 아닌 것이 확정되었다. 가나에서도 감염 의심자가 보고되었다. 결국, 시에라리온, 말리, 가나에서는 4월 중순 에볼라 감염 의심 사례를 확인했지만, 모든 의심되는 경우에 대한 혈액 테스트에서 에볼라 바이러스 음성 판정을 받았다. 기니에서 에볼라 바이러스 감염에 대한 전반적인 사항은 5월 들어서 나아졌다. 그렇지만, 라이베리아에서 병원 기회감염으로 인해 가나인 6명이 감염된 것으로 추측된다는 경고가 들어오게 되었다. 구에케두구는 사망자 및 감염자가 지속적으로 보고되는 유일한 도시였다.
2014년 5월 23일부터 29일까지 3곳의 감염 지역(구에케두구, 마센타, 코나크리) 외에 새로운 감염 보고 도시 4곳(보파, 테릴메레, 보케, 두브레카) 및 시에라리온에서 여러 가지 에볼라 바이러스 임상 보고가 확인되었다. 6월 중순에는 라이베리아의 수도인 몬로비아에서 감염 보고가 확인되었다.
6월 말, 국경 없는 의사회에서는 전염병이 "완전히 상황 통제가 불가능한 상황"이라고 말했다. 7월 초, 라이베리아에서는 107명이 감염되었고(그 중 52명이 임상 검사 양성 판정) 65명이 사망했으며, 4월 중순에는 로파 주 외부에서 4명이 사망했다고 보고한 반면 6월 중순 라이베리아 보건복지부에서는 몬트세라도 주에서 7명이 추가로 사망했음을 보고했다.
시에라리온에서는 에볼라 바이러스가 급격하게 번지고 있었다. 첫 번째 감염자는 5월 25일 기니 구에케두구 근처의 칼라후룬 주에서 확인되었다. 6월 20일에는 칼라후룬 주와 인접한 케네마 주, 캄비아 주, 포트 로코 주, 서부 에어리어 루널 주 등으로 확산되었으며 158명이 감염되었다. 7월 17일, 시에라리온의 감염자가 442명이 되면서 라이베리아와 기니의 감염자수를 초월했다. 7월 20일에는 보주에서 추가로 감염자가 확인되었다. 7월 말에는 시에라리온의 수도인 프리타운에서 최초로 감염자가 확인되었다.

### 나이지리아 확산
WHO에서 나이지리아의 첫 번째 발병 보고는 7월 25일에 일어났다. 라이베리아에서 나이지리아로 여행한 라이베리아 관료이자 귀화한 미국인인 패트릭 소여는 7월 20일에 비행기편을 통해 라고스로 도착했고, 질병 감염이 보여 병원에 입원했으나 사망했다. 소여는 라이베리아를 떠날 때 바이러스에 노출되고 토고의 로메, 가나의 아크라를 거쳐 나이지리아 라고스에 도착한 이후 회의에 참석할 예정이었던 것으로 알려졌다. 그는 비행 중에 감염 증상을 보였으며, 라고스 공항에 도착하면서 쓰러졌다. 나이지리아 보건부는 바이러스의 확산을 막기 위해 격리를 결정했고, 패트릭 소여는 7월 25일 격리 치료를 받고 있던 병원에서 사망했다. 나이지리아, 토고, 가나 정부와 WHO는 항공편에서 소여와 접촉했을 사람들에 대한 추적 조사를 하고 있다.
7월 31일, WHO는 2명이 에볼라 출혈열 "의심 환자"로 있다고 말했다. 그러나, 1,2차 PCR 테스트에서 모두 음성 반응이 나왔다.
8월 4일, 라고스에서 환자를 치료한 의사가 에볼라 바이러스에 감염된 것이 확정되면서 나이지리아에서 두 번째 감염자가 발생하였다. 이 감염자 중에는 기니로 여행했던 나이지리아인도 있었다. 8월 6일, 나이지리아 보건부는 패트릭소여를 간호하다 에볼라에 감염되어 치료받던 간호사도 사망했다고 말했다.
2014년 10월 19일, WHO는 나이지리아에서 에볼라 발병이 종결되었다고 선언했다.

### 타국에서 감염이 의심되었던 국가

#### 이탈리아
4월 20일, 이탈리아 지역 뉴스들에 따르면 이탈리아 피사 지역에서 에볼라 바이러스 의심 보고 건수가 40건이 넘은 것으로 확인되었다. 그러나, 이들 보고는 에볼라가 아닌 것으로 밝혀졌다.

#### 홍콩
7월 30일 중화권 매체인 봉황(鳳凰)위성TV에서 케냐를 방문했던 한 여성이 28일 귀국후 발열과 현기증, 구토 등 에볼라 바이러스 감염 초기 증상과 유사한 증상을 보여 격리 치료중이라는 보도를 하였다. 그러나, 정밀 진단 결과 에볼라 출혈열 감염이 아니였음이 밝혀졌다.

#### 필리핀, 브라질
8월 2일, 필리핀 보건부에서 시에라리온에서 필리핀으로 송환된 노동자 7명이 에볼라 바이러스 감염이 의심되었으나, 8월 4일 에볼라 바이러스 감염이 아님이 확인되었다.
또한, 8월 2일, 브라질에서 에볼라 바이러스 의심 환자가 발생하였다.

#### 베냉
8월 7일, 베냉에서 서로 다른 두 병원에 에볼라 감염 의심 사례가 발생했다고 말했다. 두 환자는 모두 출장을 위해 베넹으로 온 나이지리아인이라고 했다. 실험실 분석을 위해 샘플이 세네갈로 보내졌다. 분석 결과, 에볼라 바이러스 음성 반응이 나왔다.

#### 가나
8월 초, 가나에서 여러 에볼라 의심 환자 보고가 일어났다. 혈액 검사 결과 모두 음성 반응이 나왔으나, 가나 정부에서는 격리 센터 3곳을 증축했다.

### 감염자 귀국 치료 국가
에볼라 바이러스에 감염된 의료계 종사자들은 본국의 격리병동에서 치료를 받기 위해 의료 피난을 가는 경우가 많다.

#### 프랑스
국경 없는 의사회 소속으로 라이베리아에서 근무하던 프랑스인 자원봉사자가 에볼라에 감염되어 9월 18일 프랑스 본국으로 귀향했다. 파리 군 병원 근처에서 치료를 받은 이후 10월 4일 퇴원했다.

#### 독일
독일에서는 총 6명의 환자가 함부르크-에펜드로프 대학 의료 센터에서 치료를 받고 있다. 8월 27일, WHO 소속으로 시에라리온에서 근무하던 세네갈인 역학조사관이 8월 27일 첫 환자로 입원했다. 그는 치료를 받은 후 10월 4일 퇴원했다.
WHO는 시에라리온에서 근무하던 도중 에볼라에 감염된 우간다인 의사를 독일에서 치료해 달라고 요청했다. 이 요청이 받아들어져 10월 3일 독일로 이송되었다. 이 환자는 프랑크푸르트에 있는 격리병동에서 치료를 받고 있다.

#### 노르웨이
10월 6일, 국경 없는 의사회는 노르웨이 국적의 자원봉사자가 시에라리온에서 근무하던 도중 에볼라에 감염되었다고 말했다. 이후 이 환자는 오슬로 대학 병원의 격리병동에서 특수 치료를 받고 있다.

#### 스위스
9월 22일, 스위스 국적의 의료인이 민항기를 통해 제네바로 왔다. 이 간호사는 9월 20일 에볼라 바이러스에 감염된 아이에게 물려 감염된 상태였다고 말했다. 신원이 불명확한 남자 간호사가 제네바 대학 병원에서 21일간 격리 치료를 받고 있다고 말했다. 보건부는 그는 감염된 것으로 의심되지만, 정밀 검사 결과가 나올 때까지 잠재적인 에볼라 감염 환자로 치료받고 있다고 말했다.

#### 영국
8월 24일에 한 감염된 사람이 영국 자유 병원(Royal Free Hospital)에서 격리치료를 받고 있다고 말했다. 영국인 간호사인 윌리엄 풀리가 시에라리온에서 감염된 이후 9월 3일부터 치료를 받고 있다.

### 미국의 환자 이송
7월 31일, 서아프리카에서 의료 봉사를 하다 에볼라 바이러스에 감염된 미국 의료진 2명이 미국으로 이송되어 애틀랜타 에모이 대학 병원의 최고 수준 보안 병동에서 치료를 받았고 시험단계 에볼라 치료제를 투여받고 완치되었다고 밝혔다.

### 모로코
8월 1일, 라이베리아의 내무부 장관 모리스 두클리가 라이베리아에서 모로코로 출국한 사람 한명이 에볼라 출혈열로 사망했다고 밝혔다. 내무부 장관은 사망자는 라이베리아에서 자신도 모르게 에볼라 바이러스에 감염된 이후 모로코로 여행을 떠났으며, 이틀 후 사망했다고 말했다. 이 발언은 다양한 모로코 뉴스에서 에볼라 바이러스 사고가 일어나지 않았다는 보도와는 대조적이다. 그러나, 이후 모로코 보건부의 조사 결과 에볼라가 아닌 심장마비로 사망했다고 말했다.

### 사우디아라비아 환자
8월 3일, 시에라리온에서 사우디아라비아로 비행기를 타고 온 사람이 에볼라 감염 증상을 보였고, 지다 항구 도시에서 3일간 격리 조사를 하던 도중 에볼라 출혈열로 의심되는 증상으로 사망하였다. WHO로 사망한 사람의 조직 샘플이 보내져 에볼라 출혈열인지 확인하고 있다. 8월 10일, 에볼라 감염 의심 환자 혈액 테스트 결과 음성임이 밝혀졌다.

## 치사율
6월 18일, 세계 보건 기구의 발표에서 에볼라 감염자 의심자를 포함한 새로운 감염자 보고가 없어진 기니의 감염자 및 사망자 데이터에서는 치사율이 약 75%인것으로 확인되었다. 기니와 WHO 감염자 및 사망자 데이터에는 차이가 존재한다.

## 백신, 치료제 개발
2014년 10월 말 기준, 현재 백신 및 치료제가 각각 5개씩 총 10개가 연구, 개발되고 있다.

## 반응

서아프리카의 에볼라 유행 현황. 빨강이 유행 지역, 분홍은 종결 지역

### 아프리카 국가
기니, 시에라리온, 라이베리아의 정부 기구는 국가 비상사태를 발령하고 에볼라 바이러스 대응 계획 및 실시에 대한 준비에 들어갔다. 서아프리카 경제 공동체 (ECOWAS)는 전염병 퇴치를 위한 국제 사회의 지원을 촉구하는 성명을 발표했다. "ECOWAS의 보안 및 중재위원회는 에볼라 전염병 관리 지원을 위해 국제 사회에게 호소한다"라고 말했다. 2014년 3월 30일, 서아프리아 국가의 정부들이 모인 44회 정상회담에서, 서아프리카 경제 공동체는 전염병 발생에 대처하기 위해 25만 달러를 지원했다. 시에라리온은 기니 또는 라이베리아에서 오는 모든 여행객들에 대해 건강 상태를 확인하기 위한 엄격한 심사를 포함하는 "적극적 감시 체계"의 활성화를 포함하는 임시 조치를 제정했다.
2014년 3월 29일 국영 언론 APS의 성명에 따르면, 세네갈 내무부 장관은 질병의 확산을 방지하기 위해 기니 및 국경 남쪽에서 올라오는 모든 국경 지역에 대해서 무기한 봉쇄를 선포했다. 2014년 3월 26일부터 모리타니 정부는 로소와 디아마를 제외한 모리타니와 세네갈 간의 자연 경계인 세네갈강의 모든 다리를 봉쇄했다. 2014년 4월 1일부터 사우디아라비아는 기니와 라이베리아에서 오는 메카 순례객들에 대한 비자 발급을 중단했다. 또한, 모로코는 서아프리카 지역에서 카사블랑카의 무함마드 V 국제공항로 오는 모든 여행객들에 대한 의학적 감시를 강화했다.
7월 26일, 라이베리아에서 나이지리아로 온 사람들 중 에볼라 바이러스 감염 의심 환자가 발생한 이후 나이지리아는 모든 입국 가능 지역의 감시를 강화했다. 보건 당국은 각 입국 국경에서 도착하는 모든 사람들에게 감염 테스트를 거칠 것이라고 말했다. 나이지리아의 주요 항공사인 아리크 에어는 라이베리아와 시에라리온으로 향하는 모든 비행기편을 중단시켰다. 7월 27일, 라이베리아의 대통령인 엘런 존슨설리프는 바이러스 테스트 센터가 있는 몇몇 국경을 제외한 모든 국가의 주요 공항 및 국경을 폐쇄할 것이라고 말했다. 최악의 영향을 받는 지역에는 검역 하에 있을 것이라고 말했다. 큰 행사 및 스포츠 활동은 접촉 감염의 위험을 높이기 때문에 모든 축구 경기도 금지되었다. 7월 30일, 라이베리아 내의 모든 학교가 휴교했으며, 지역 사회가 거의 정지되었다.
8월 6일, 라이베리아는 질병으로 인한 보건 시스템의 약화가 말라리아 같은 일상적인 질병을 치료하는 능력을 떨어트리고 있다고 말하면서 국가 비상사태를 선포했다. 대통령은 국가 비상사태가 "특정 권리 및 특권을 박탈"을 이행할 정도로 심각하다고 말했다. 같은 날, 라이베리아 선거관리위원회에서는 2014년 10월로 예정된 라이베리아 상원 선거를 수행할 수 없으며 연기해야 한다고 발표했으며, 일주일 후 다양한 야당 당수들은 서로 다른 찬반으로 갈라섰다.
8월 6일, 사우디아라비아 보건부에서는 추가 공지가 있을 때까지 사우다이라비아인들의 라이베리아, 시에라리온, 기니 여행을 하지 말라고 공고했다.

#### 세이셸
세이셸에서는 시에라리온, 라이베리아, 기니바사우, 기니 코나크리, 나이지리아, 카메룬, 차드, 니제르, 부르키나파소, 세네갈, 말리, 베넹, 코트디부아르, 가나, 토고, 콩고, 콩고 민주 공화국, 감비아, 모리타니, 세네갈 사람에 대한 비자 정책을 도입했으며 에볼라 발발이 선언될 때까지 비자가 필요하다. 또한, 시에라리온 축구 국가대표팀을 에볼라 감염 발생 염려로 비자 발급을 거부했다.

#### 콩고 민주 공화국
8월 20일, 콩고 민주 공화국은 국토 북부의 에카퇴르 주에 보건부 장관 및 전문가 팀을 파견할 것이라고 말했다. 이 지역에서는 에볼라로 의심되는 증상을 가진 사람들 여럿이 사망한 곳이었다. 익명의 주민은 그 지방에서 약 10명이 사망했다고 말했다. 이 중에는 의료인 4명도 포함되어 있었다. 이 환자는 고열, 출혈, 설사와 같은 에볼라와 비슷한 증상을 가지고 있었다.
박사 펠릭스 카벤지 눔비는 8월 21일 13명이 사망했다고 말했다. 8월 22일, 세계 보건 기구와 국경 없는 의사회는 환자들이 사망한 것이 에볼라 때문인지 검사하기로 했다고 말했다. 초기 조직 샘플이 가봉의 생물 의학 연구 국립 연구소 및 전문 연구소로 보내졌다. 결과가 나오기까지 수일이 걸릴 전망이다.

#### 적도 기니
8월 16일, 적도 기니에서는 감염된 국가에 대한 비자 발급을 중단했으며, 케비아 국제 항공에서는 감염 국가로 향하는 비행편을 중단했다.

#### 케냐
케냐 정부는 시에라리온, 기니, 라이베리아를 통해 들어오는 모든 입국을 금지했다.

### 아시아 국가

#### 대한민국
8월 1일, 대한민국 외교부에서 라이베리아, 시에라리온, 기니에 대해 특별여행경보를 발령했다. 또한, 같은 날 민간자원단체 굿뉴스의료봉사회는 8월 1일 밤부터 15일까지 아프리카 케냐, 탄자니아, 코트디부아르 등으로 의료봉사를 나서겠다고 하여 논란을 빚었다. 해당 단체는 코트디부아르 일정은 취소했다.

#### 스리랑카
8월 21일, 스리랑카 정부는 라이베리아, 시에라리온, 기니를 통해 오는 사람들의 비자를 취소했다.

#### 중국
7월 30일, 홍콩 보건부는 케냐에서 홍콩으로 입국한 사람은 에볼라 바이러스에 감염되지 않은 것으로 확인되었지만, 이후 홍콩으로 오는 여행자들에 대해서 에볼라 바이러스 검사를 강화할 것이라고 말했다.

### 유럽 국가
유럽 위원회(EC)는 기니 및 인접 국가에 대해 바이러스 확산을 막기 위하여 50만 유로를 지원했다. 또한, EC는 기니에 상황을 평가하고 지역 정부와 연락을 하기 위한 보건 전문가를 파견하였다. 인도적 지원 및 위기 대응을 위한 국제 협력 유럽 연합 국장인 크리스타리나 제오지에바는 "우리는 이런 치명적인 질병의 확산에 대해 깊이 우려하고 있으며 우리의 지원은 그 질병에 영향을 받는 감염자들에 대한 즉각적인 의료 지원을 해주는 데 도움을 줄 것이다. 특히 우리는 인접 국가로의 확산을 방지하기 위해 신속하게 행동하는 것이 중요하다"라고 말했다.
기니에서 프랑스 건강 및 의학연구소에서 이동식 생물안전도 레벨 4 실험실이 만들어졌다. 그 전까지는 바이러스 샘플이 프랑스 리옹의 Mérieux BSL-4 실험실에서 분석되었다.
7월 30일, 유럽 위원회가 서아프리카 연합에게 인도적인 목적으로 2백만 유로(약 27억원)을 지원했다. 또한, 독일 외무부에서는 발병 국가에 대한 여행 경보를 발령했다.
8월 5일, 영국항공이 에볼라 발발 지역인 시에라리온, 라이베리아로 향하는 모든 항공편을 중단시켰다.

### 미국
7월 31일, CDC의 미국 보건 당국은 기니, 라이베리아, 시에라리온에 대해 중요하지 않은 여행에 대해 경고하며 여행 권고를 발령했다.

### 국제 단체
국경 없는 의사회에서는 시에라리온, 기니, 라이베리아에서 300명이 인도적 지원을 위해 파견되었으며, 에볼라의 영향을 받는 지역에 의료 지원 센터가 건립되었으며 장비 및 보급품 40톤이 보내졌다. 사마리아인의 지갑 단체에서도 라이베리아 여러 곳에 직접적인 의료 지원 시설을 건립했다.

### WHO
7월, WHO에서는 가나의 아크라에서 11개국의 보건부 장관의 비상 소지역 회의를 주최했다. 7월 3일, 서아프리카 국가들은 새로운 전략에 대한 협력을 발표하고 기니의 WHO 소지역 지부에 대한 "조율적인 기술적 지원"을 할 것이라고 말했다. 이 지부 센터는 7월 24일 코나크리에 건립되었다. 7월 23일 전까지는 라이베리아 보건부가 아크라 회의의 결론에서 나온 에볼라 바이러스 확산에 대한 새로운 전략적 계획을 실행하기 시작했다. WHO의 아프리카 지역 책임자 루이스 삼보는 7월 21일부터 25일까지 에볼라 바이러스의 영향을 받는 국가에 방문하여 정치 지도자, 보건부 장관, 시민 단체 및 기타 기관, 시설을 방문하였고, "문화적 관습을 존중하면서 행동 변화를 촉진시키는 것이 필요"하다고 강조했다. 7월 24일, WHO 사무총장은 제네바에서 의료 기관 및 보급품 기증자를 만나 자금 및 인력 지원을 촉구했다.
8월 1일 WHO는 기니에서 3국 정상들과 긴급 회의를 갖고, 총 1억 달러(약 1031억 원) 규모의 ‘대응 프로그램’을 가동하기로 했다.

### 미디어
2014년 상반기에는 기니와 라이베리아에 에볼라 바이러스의 위험과 바이러스에 대처하는 심각한 메시지를 담은 댄스곡인 Ebola in Town이 인기를 끌었다.

### 경제적 영향
사망자가 증가하는 것 외에도, 질병 발발은 경제적으로도 영향을 주고 있다. 기업가들 및 정치인들에게 인기 있는 코나크리 팜 카마예네 호텔은 점유율이 3분의 1 이하로 떨어졌다. 브뤼셀 항공은 브뤼셀-코나크리 간 항공 노선에서 코나크리로 향하는 사람들의 수는 줄어들고 있지만 코나크리를 떠나는 사람들의 수는 증가하고 있다고 밝혔다. 서아프리카 지역 항공사인 감비아 항공은 세네갈이 "질병 발발을 이유로 국경을 폐쇄하여" 세네갈-코나크리 간 항공 노선이 휴항한다고 밝혔다.
시에라리온에 위치한 런던 마이닝 지부에서는 현장의 필수 인력을 제외한 전 인원을 유행이 발발한 한달 뒤인 6월에 전부 귀국시켰다. 이 당시에 적어도 50명이 감염되고 5명이 사망했다고 발표했다.
또한, 시에라리온에서 에볼라 바이러스가 빠르게 확산되면서 학교, 상점 등이 문을 닫았고 칼리하룬의 시장 및 은행이 폐쇄되었다.

## 방제와 매장

### 방제
다음과 같은 사유가 방제를 어렵게 하고 있다. 국경을 걸쳐 다발적으로 발병, 의료진에게 주어진 불충분한 장비, 현지의 장례 풍습,에볼라 바이러스 감염이 의심되는 환자를 격리상태에서 풀어주는 등예방 수칙을 따르는 것을 공공연히 꺼림, 질병이 주술로 인해 발생했다거나 의사가 환자들을 죽이고 있다는 의심. 7월 말, 전 라이베리아 보건부 장관 피터 콜맨은 "사람들은 지금 정부가 하는 말은 어떤 것도 믿지 않는 듯 하다"라고 언급했다.
의료진에 대한 위협 역시 골칫거리가 되고 있다. 시에라리온에서는 의료 봉사자들이 격리에서 풀러난 사람들을 서둘러 다시 격리하느라 마을 사람들에게 자신들이 누구인지 말하지 않아 공격 받았으며, 기니에서는 칼로 무장한 사람들이 적십자 사람들을 공격하여 수술을 지연해야 했다. 7월 25일, 시에라리온 케네마에서는 에볼라 환자들을 치료하는 거점 병원 밖에서 시위가 일어나 경찰이 진압했다.
의료진의 감염은 또다른 문제로 대두되고 있다. 가디언지에서 "라이베리아의 가장 저명한 의사 중 하나"라고 지칭한 전 라이베리아 의학 고문 사무엘 브리즈번이 에볼라에 감염되어 사망했다. 사마리아인의 지갑 단체가 운영하는 몬로비아 치료 센터의 미국인 국제 구호원 2명도 에볼라에 감염되었다. 7월 29일, 시에라 리온 출신의 굴지의 에볼라 전문가 셰이크 우마르 칸이 에볼라 창궐로 인해 사망했다. 8월 2일 자선 단체의 일원인 켄트 브랜틀리는 치료를 위해 아틀랜타 주의 에모리 대학 병원으로 이송됨으로써 미국 본토 최초의 자이르 에볼라바이러스 환자가 되었다.

### 매장
에볼라 확산의 근본적인 문제 중 하나는 잘못된 매장방법에 있었다. 허술한 시체관리와 잘못된 매장풍습은 전염을 가속화시키고 주민들에게 공포심을 조성했다. 2014년 10월, 시에라리온의 국립에볼라대응센터는 국제인도주의단체인 컨선월드와이드에 '안전한 매장(medical burials)' 프로그램 개발을 요청한다. 컨선월드와이드는 현지 매장실태 조사를 통해, 매장풍습과 시체 관리법이 전염의 70%이상을 야기한다는 문제점을 발견한다. 에볼라 바이러스로 사망하면 최대한 빠른 시간 내에 매장해야 함에도 불구하고 시체 수거에만 5일 이상의 시간이 걸렸다. 뿐만 아니라 여러 구의 시체를 한 무덤에 같이 매장했고 시체의 신원은 제대로 확인되지 않아 피해자 가족들이 슬픔을 애도할 방법이 없었다. 매장 요원들 역시 제대로 훈련받지 못한 채 열악한 장비로 활동해야 해서 2차 감염의 위험이 높았다. 이에 아일랜드 최대의 상조 단체 글래스 네빈 트러스트의 묘지관리 시스템을 기반으로 '존엄하고 안전한 매장(Safe and dignified Burials Programme)' 프로그램을 개발한다. 이후 약 1년간 12명씩 이루어진 10개의 ‘존엄하고 안전한 매장’ 팀은 시에라리온 워털루(Waterloo)와 킹 톰(King Tom), 두 개의 공동묘지에 13,500구의 시신을 매장했다. 매장 과정에서 2차 전염은 한 건도 발생하지 않았다.

## 바이러스학
연구팀은 20명의 에볼라 바이러스 환자에 대한 전량 게놈 지도 연구 및 샘플의 계통학적 발생 연구를 진행했다. 그 결과, 서아프리카에서 전염되는 에볼라 바이러스는 콩고나 가봉 같은 중앙아프리카에서 번지는 균주와는 계통군이 다른 자이르 변종인 것으로 확인되었다.
그러나, 후속의 2개 보고서에는 이와는 모순이 있다.
이후 분석에는 전염병 유행이 "바이러스가 최근 수십년간 중앙아프리카에서 기니와 같은 서아프리카에 확산된 자이르 에볼라 바이러스 변종이며, 계통이 다르거나 풍토병 바이러스는 아니다"와 같은 결론에 도달했다.
2014년 6월 출간된 또 다른 보고서에서는 "이 바이러스는 자이르 계통 바이러스와 유전적 다양성이 벗어났을 확률은 거의 적으며" "2014년 기니에서 퍼지는 에볼라 바이러스는 자이르 변종이 확실하다"라고 밝혔다.

## 감염자 및 사망자

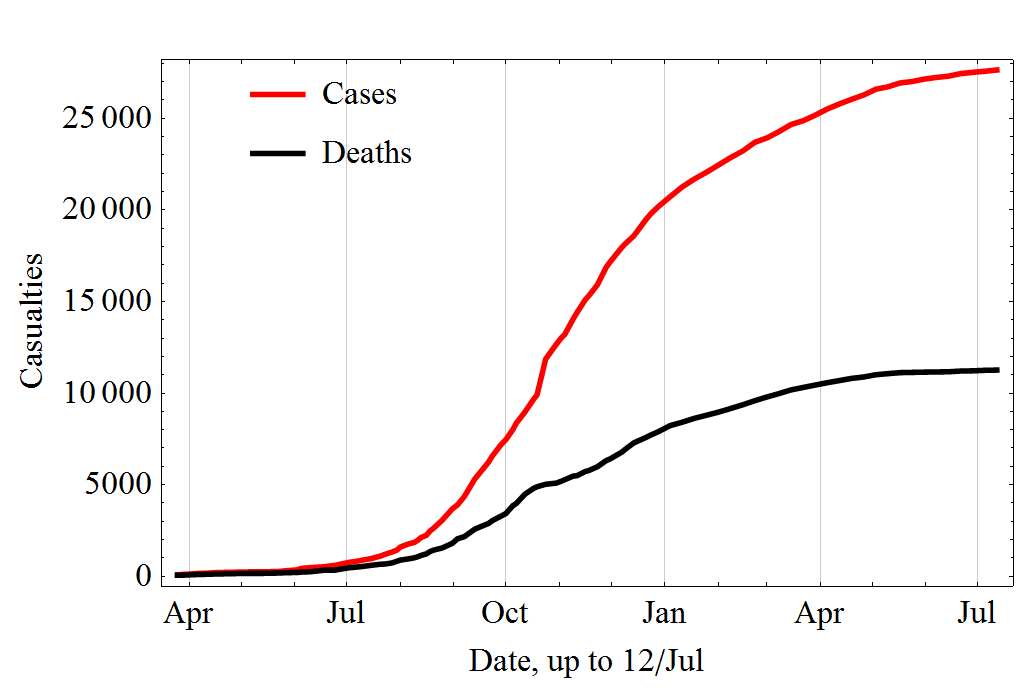
감염자 및 사망자 추이 그래프.

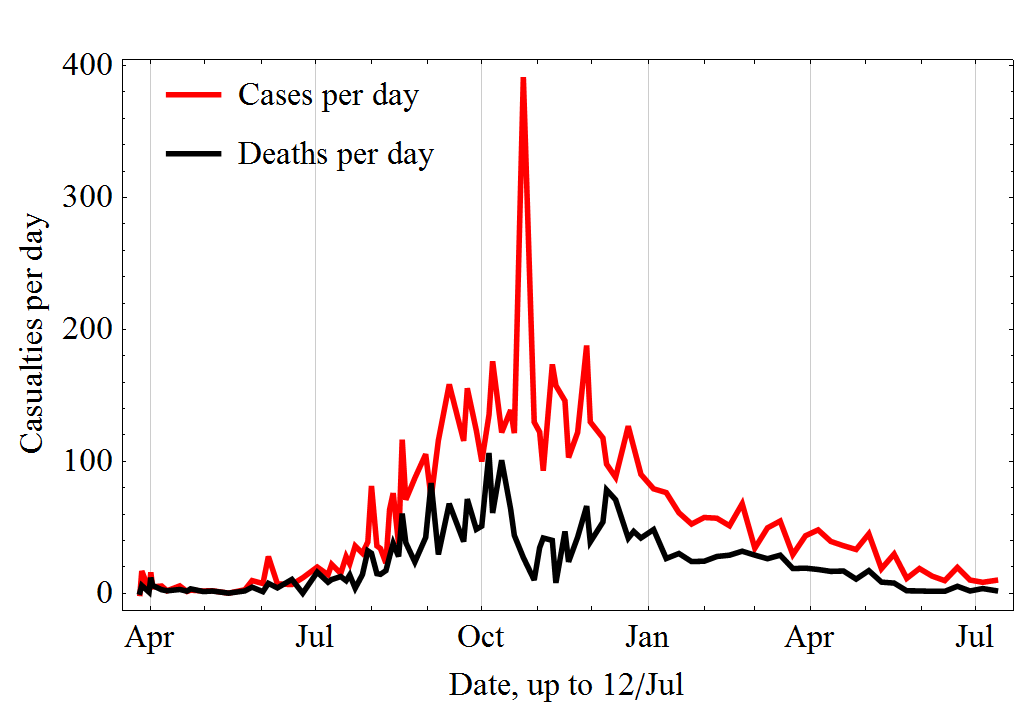
일일 감염자 및 사망자 그래프

날짜에 따른 감염자수 및 사망자수는 다음과 같다. 미국 질병통제예방센터와 세계 보건 기구에서 자료를 받는다.
| 보고             | 전체          | 전체    | 기니    | 기니    | 라이베리아  | 라이베리아 | 시에라리온   | 시에라리온 | 나이지리아 | 나이지리아 | 세네갈 | 세네갈 | 미국 | 미국 | 스페인 | 스페인 | 말리 | 말리 | 주석                            |
| 보고             | 감염          | 사망    | 감염    | 사망    | 감염        | 사망       | 감염         | 사망       | 감염       | 사망       | 감염   | 사망   | 감염 | 사망 | 감염   | 사망   | 감염 | 사망 | 주석                            |
| ---------------- | ------------- | ------- | ------- | ------- | ----------- | ---------- | ------------ | ---------- | ---------- | ---------- | ------ | ------ | ---- | ---- | ------ | ------ | ---- | ---- | ------------------------------- |
| 2015년 6월 14일  | 27,341        | 11,184  | 3,674   | 2,444   | 10,666      | 4,806      | 12,965       | 3,919      | 20         | 8          | 1      | 0      | 4    | 1    | 1      | 0      | 8    | 6    |                                 |
| 2015년 6월 7일   | 27,273        | 11,173  | 3,670   | 2,437   | 10,666      | 4,806      | 12,901       | 3,915      | 20         | 8          | 1      | 0      | 4    | 1    | 1      | 0      | 8    | 6    |                                 |
| 2014년 10월 23일 | 10,141        | 4,922   | 1,553   | 926     | 4,665       | 2,705      | 3,896        | 1,281      | 20         | 8          | 1      | 0      | 4    | 1    | 1      | 0      | 1    | 1    | [ 135 ]                         |
| 2014년 10월 19일 | 9,964         | 4,881   | 1,540   | 904     | 4,693       | 2,709      | 3,706        | 1,259      | 20         | 8          | 1      | 0      | 3    | 1    | 1      | 0      |      |      | [ 43 ] [ 136 ]                  |
| 2014년 10월 17일 | 9,693         | 4,811   | 1,501   | 886     | 4,607       | 2,689      | 3,560        | 1,227      | 20         | 8          | 1      | 0      | 3    | 1    | 1      | 0      |      |      | [ 137 ] [ 138 ] [ 139 ] [ 140 ] |
| 2014년 10월 12일 | 8,998         | 4,485   | 1,472   | 843     | 4,249       | 2,458      | 3,252        | 1,183      | 20         | 8          | 1      | 0      | 2    | 1    | 1      | 0      |      |      | [ 141 ]                         |
| 2014년 10월 7일  | 8,386         | 3,988   | 1,350   | 778     | 4,076       | 2,316      | 2,937        | 885        | 20         | 8          | 1      | 0      | 1    | 1    | 1      | 0      |      |      | [ 142 ] [ 143 ]                 |
| 2014년 10월 5일  | 8,033         | 3,865   | 1,298   | 768     | ≥3,924      | ≥2,210     | 2,789        | 879        | 20         | 8          | 1      | 0      | 1    | 0    |        |        |      |      | ✓                               |
| 2014년 10월 1일  | 7,492         | 3,439   | 1,199   | 739     | 3,834       | 2,069      | 2,437        | 623        | 20         | 8          | 1      | 0      | 1    | 0    |        |        |      |      | ✓                               |
| 2014년 9월 28일  | 7,192         | 3,286   | 1,157   | 710     | 3,696       | 1,998      | 2,317        | 570        | 20         | 8          | 1      | 0      | 1    | 0    |        |        |      |      | ✓                               |
| 2014년 9월 25일  | 6,808         | 3,159   | 1103    | 668     | 3,564       | 1,922      | 2,120        | 561        | 20         | 8          | 1      | 0      |      |      |        |        |      |      | ✓                               |
| 2014년 9월 23일  | 6,574         | 3,043   | 1,074   | 648     | 3,458       | 1,830      | 2,021        | 557        | 20         | 8          | 1      | 0      |      |      |        |        |      |      | ✓                               |
| 2014년 9월 20일  | 6,185         | 2,909   | 1,008   | 632     | 3,280       | 1,720      | 1,876        | 549        | 20         | 8          | 1      | 0      |      |      |        |        |      |      | ✓                               |
| 2014년 9월 17일  | 5,762         | 2,746   | 965     | 623     | 3,022       | 1,578      | 1,753        | 537        | 21         | 8          | 1      | 0      |      |      |        |        |      |      | ✓                               |
| 2014년 9월 14일  | 5,335         | 2,622   | 942     | 601     | 2,710       | 1,459      | 1,673        | 562        | 21         | 8          | 1      | 0      |      |      |        |        |      |      | ✓                               |
| 2014년 9월 13일  | 5,232         | 2,538   | 936     | 595     | 2,671       | 1,424      | 1,603        | 511        | 21         | 8          | 1      | 0      |      |      |        |        |      |      | ✓                               |
| 2014년 9월 10일  | 4,846         | 2,375   | 899     | 568     | 2,415       | 1,307      | 1,509        | 493        | 22         | 7          | 3      | 0      |      |      |        |        |      |      | ✓                               |
| 2014년 9월 7일   | 4,366         | 2,177   | 861     | 557     | 2,081       | 1,137      | 1,424        | 476        | 22         | 7          | 3      | 0      |      |      |        |        |      |      | ✓                               |
| 2014년 9월 3일   | 4,001         | 2,089   | 823     | 522     | 1,863       | 1,078      | 1,292        | 452        | 22         | 7          | 1      | 0      |      |      |        |        |      |      | ✓                               |
| 2014년 8월 31일  | 3,707         | 1,848   | 771     | 494     | 1,698       | 871        | 1,216        | 476        | 21         | 7          | 1      | 0      |      |      |        |        |      |      | ✓                               |
| 2014년 8월 25일  | 3,071         | 1552    | 648     | 430     | 1,378       | 694        | 1,026        | 422        | 17         | 6          |        |        |      |      |        |        |      |      | ✓                               |
| 2014년 8월 20일  | 2,615         | 1,427   | 607     | 406     | 1,082       | 624        | 910          | 392        | 16         | 5          |        |        |      |      |        |        |      |      | ✓                               |
| 2014년 8월 18일  | 2,473         | 1,350   | 579     | 396     | 972         | 576        | 907          | 374        | 15         | 4          |        |        |      |      |        |        |      |      | ✓                               |
| 2014년 8월 16일  | 2,240         | 1,229   | 543     | 394     | 834         | 466        | 848          | 365        | 15         | 4          |        |        |      |      |        |        |      |      | ✓                               |
| 2014년 8월 13일  | 2,147         | 1,145   | 519     | 380     | 786         | 413        | 810          | 348        | 12         | 4          |        |        |      |      |        |        |      |      | ✓                               |
| 2014년 8월 11일  | 1,975         | 1,069   | 510     | 377     | 670         | 355        | 783          | 334        | 12         | 3          |        |        |      |      |        |        |      |      | ✓                               |
| 2014년 8월 9일   | 1,848         | 1,013   | 506     | 373     | 599         | 323        | 730          | 315        | 13         | 2          |        |        |      |      |        |        |      |      | ✓                               |
| 2014년 8월 6일   | 1,779         | 961     | 495     | 367     | 554         | 294        | 717          | 298        | 13         | 2          |        |        |      |      |        |        |      |      | ✓                               |
| 2014년 8월 4일   | 1,711         | 932     | 495     | 363     | 516         | 282        | 691          | 286        | 9          | 1          |        |        |      |      |        |        |      |      | ✓                               |
| 2014년 8월 1일   | 1,604         | 887     | 485     | 358     | 468         | 255        | 646          | 273        | 4          | 1          |        |        |      |      |        |        |      |      | ✓                               |
| 2014년 7월 30일  | 1,440         | 826     | 472     | 346     | 391         | 227        | 574          | 252        | 3          | 1          |        |        |      |      |        |        |      |      | ✓                               |
| 2014년 7월 27일  | 1,323         | 729     | 460     | 339     | 329         | 156        | 533          | 233        | 1          | 1          |        |        |      |      |        |        |      |      | ✓                               |
| 2014년 7월 23일  | 1,201         | 672     | 427     | 319     | 249         | 129        | 525          | 224        |            |            |        |        |      |      |        |        |      |      | ✓                               |
| 2014년 7월 20일  | 1,093         | 660     | 415     | 314     | 224         | 127        | 454          | 219        |            |            |        |        |      |      |        |        |      |      | ✓                               |
| 2014년 7월 17일  | 1,048         | 632     | 410     | 310     | 196         | 116        | 442          | 206        |            |            |        |        |      |      |        |        |      |      | ✓                               |
| 2014년 7월 14일  | 982           | 613     | 411     | 310     | 174         | 106        | 397          | 197        |            |            |        |        |      |      |        |        |      |      | ✓                               |
| 2014년 7월 12일  | 964           | 603     | 406     | 304     | 172         | 105        | 386          | 194        |            |            |        |        |      |      |        |        |      |      | ✓                               |
| 2014년 7월 8일   | 888           | 539     | 409     | 309     | 142         | 88         | 337          | 142        |            |            |        |        |      |      |        |        |      |      | ✓                               |
| 2014년 7월 6일   | 844           | 518     | 408     | 307     | 131         | 84         | 305          | 127        |            |            |        |        |      |      |        |        |      |      | ✓                               |
| 2014년 7월 2일   | 759           | 467     | 413     | 303     | 107         | 65         | 239          | 99         |            |            |        |        |      |      |        |        |      |      | ✓                               |
| 2014년 6월 30일  | 759 (6/25)+22 | 467 +14 | 413 +3  | 303 +5  | 107 +8      | 65 +7      | 239 +11      | 99 +2      |            |            |        |        |      |      |        |        |      |      | ✓                               |
| 2014년 6월 22일  | 599           | 338     | 390     | 270     | 51          | 34         | 158          | 34         |            |            |        |        |      |      |        |        |      |      | ✓                               |
| 2014년 6월 20일  | 581           | 328     | 390 +0  | 270 +3  | —           | —          | 158 +0       | 34 +4      |            |            |        |        |      |      |        |        |      |      | ✓                               |
| 2014년 6월 17일  | 528           | 337     | —       | —       | —           | —          | 97 (6/15)+31 | 49 +4      |            |            |        |        |      |      |        |        |      |      | ✓                               |
| 2014년 6월 16일  | 526           | 334     | 398     | 264     | 33 (6/11)+9 | 24 +5      | —            | —          |            |            |        |        |      |      |        |        |      |      | ✓                               |
| 2014년 6월 15일  | 522           | 333     | 394     | 263     | 33          | 24         | 95           | 46         |            |            |        |        |      |      |        |        |      |      | ✓                               |
| 2014년 6월 10일  | 474           | 252     | 372     | 236     | —           | —          | —            | —          |            |            |        |        |      |      |        |        |      |      | CDC                             |
| 2014년 6월 6일   | 453           | 245     | —       | —       | —           | —          | 89 +8        | 7 +1       |            |            |        |        |      |      |        |        |      |      | ✓                               |
| 2014년 6월 5일   | 445           | 244     | 351 +7  | 226 +6  | —           | —          | —            | —          |            |            |        |        |      |      |        |        |      |      | ✓                               |
| 2014년 6월 5일   | 438           | 233     | —       | —       | —           | —          | 81 +9        | 6          |            |            |        |        |      |      |        |        |      |      | ✓                               |
| 2014년 6월 3일   | 436           | 233     | 344 +11 | 215 +3  | —           | —          | —            | —          |            |            |        |        |      |      |        |        |      |      | ✓                               |
| 2014년 6월 1일   | 383           | 211     | 328     | 208 +21 | —           | —          | 79 +13       | 6          |            |            |        |        |      |      |        |        |      |      | ✓                               |
| 2014년 5월 29일  | 354           | 211     | —       | —       | — +1        | — +1       | 50 +34       | 6 +1       |            |            |        |        |      |      |        |        |      |      | ✓                               |
| 2014년 5월 28일  | 319           | 209     | 291     | 193     | —           | —          | —            | —          |            |            |        |        |      |      |        |        |      |      | ✓                               |
| 2014년 5월 27일  | 309           | 202     | 281     | 186     | —           | —          | 16           | 5          |            |            |        |        |      |      |        |        |      |      | ✓                               |
| 2014년 5월 23일  | 270           | 185     | 258     | 174     | —           | —          | —            | —          |            |            |        |        |      |      |        |        |      |      | ✓                               |
| 2014년 5월 18일  | 265           | 187     | 253     | 176     | —           | —          | —            | —          |            |            |        |        |      |      |        |        |      |      | ✓                               |
| 2014년 5월 12일  | 260           | 182     | 248     | 171     | —           | —          | —            | —          |            |            |        |        |      |      |        |        |      |      | ✓                               |
| 2014년 5월 10일  | 245           | 168     | 233     | 157     | 12          | 11         | —            | —          |            |            |        |        |      |      |        |        |      |      | ✓                               |
| 2014년 5월 7일   | 249           | 169     | 236     | 158     | —           | —          | —            | —          |            |            |        |        |      |      |        |        |      |      | ✓                               |
| 2014년 5월 3일   | 244           | 166     | 231     | 155     | —           | —          | 0            | 0          |            |            |        |        |      |      |        |        |      |      | ✓                               |
| 2014년 5월 2일   | 239           | 160     | —       | —       | 13          | 11         |              |            |            |            |        |        |      |      |        |        |      |      | ✓                               |
| 2014년 5월 1일   | 237           | 158     | 226     | 149     | —           | —          |              |            |            |            |        |        |      |      |        |        |      |      | ✓                               |
| 2014년 4월 30일  | 233           | 155     | 221     | 146     | —           | —          |              |            |            |            |        |        |      |      |        |        |      |      | CDC                             |
| 2014년 4월 24일  | 253           | 152     | —       | —       | 35          | —          |              |            |            |            |        |        |      |      |        |        |      |      | ✓                               |
| 2014년 4월 23일  | 252           | 152     | 218     | 141     | —           | —          |              |            |            |            |        |        |      |      |        |        |      |      | ✓                               |
| 2014년 4월 21일  | 242           | 147     | —       | —       | 34 ↓26?     | 11 -2      |              |            |            |            |        |        |      |      |        |        |      |      | ✓                               |
| 2014년 4월 20일  | 235           | 149     | 208     | 136     | —           | —          |              |            |            |            |        |        |      |      |        |        |      |      | ✓                               |
| 2014년 4월 17일  | 230           | 142     | 203     | 129     | 27          | 13         |              |            |            |            |        |        |      |      |        |        |      |      | GU LI✓                          |
| 2014년 4월 16일  | 224           | 135     | 197     | 122     | 27          | 13         | (1)          |            |            |            |        |        |      |      |        |        |      |      | ✓                               |
| 2014년 4월 14일  | 194           | 121     | 168     | 108     | —           | —          |              |            |            |            |        |        |      |      |        |        |      |      | ✓                               |
| 2014년 4월 11일  | 184           | 114     | —       | —       | 26          | 13         |              |            |            |            |        |        |      |      |        |        |      |      | ✓                               |
| 2014년 4월 10일  | 183           | 113     | —       | —       | 25          | 12         | —            | —          |            |            |        |        |      |      |        |        |      |      | ✓                               |
| 2014년 4월 9일   | 179           | 111     | 158     | 101     | —           | —          | —            | —          |            |            |        |        |      |      |        |        |      |      | ✓                               |
| 2014년 4월 7일   | 172           | 105     | 151     | 95      | 21          | 10         | — (-2)       | —          |            |            |        |        |      |      |        |        |      |      | ✓                               |
| 2014년 4월 1일   | 135           | 88      | 127     | 83      | 8 +0        | 5 +1       |              |            |            |            |        |        |      |      |        |        |      |      | ✓                               |
| 2014년 3월 31일  | 130           | 82      | 122     | 80      | 8           | 2          | —            | —          |            |            |        |        |      |      |        |        |      |      | ✓                               |
| 2014년 3월 29일  | 114           | 71      | —       | —       | 2 ↓5        | 1 ↓1       | —            | —          |            |            |        |        |      |      |        |        |      |      | ?                               |
| 2014년 3월 28일  | 120           | 76      | 112     | 70      | —           | —          | (2)          | (2)        |            |            |        |        |      |      |        |        |      |      | ✓                               |
| 2014년 3월 27일  | 111           | 72      | 103     | 66      | 8           | 6          | (6)          | (5)        |            |            |        |        |      |      |        |        |      |      | ✓                               |
| 2014년 3월 26일  | 86            | 62      | 86      | 62      |             |            |              |            |            |            |        |        |      |      |        |        |      |      | ✓                               |
| 2014년 3월 25일  | 86            | 60      | 86      | 60      |             |            |              |            |            |            |        |        |      |      |        |        |      |      | ✓                               |
| 2014년 3월 24일  | 86            | 59      | 86      | 59      |             |            |              |            |            |            |        |        |      |      |        |        |      |      | ✓                               |
| 2014년 3월 22일  | 49            | 29      | 46      | 29      |             |            |              |            |            |            |        |        |      |      |        |        |      |      | ✓                               |

## 같이 보기
- 2014년 콩고 민주 공화국 에볼라 유행
- 에볼라 유행 목록
- 에볼라 바이러스